# Rétinaculum inférieur des muscles fibulaires
Le rétinaculum inférieur des muscles fibulaires est une bande fibreuse du membre inférieur. Il est situé sur la face latérale de la cheville.

## Structure
Le rétinaculum inférieur des muscles fibulaires forme canal ostéo-fibreux sur la face latérale du calcanéus en s'insérant autour de la trochlée fibulaire. Un septum sépare le canal en une partie supérieure et une partie inférieure.
La partie supérieure donne passage au tendon du muscle court fibulaire et l'inférieur au tendon du muscle long fibulaire.